# Plusiodonta effulgens
Plusiodonta effulgens là một loài bướm đêm trong họ Noctuidae.